# Pegomya basichaeta
Pegomya basichaeta este o specie de muște din genul Pegomya, familia Anthomyiidae, descrisă de Li, Liu, Fan în anul 1999.
Este endemică în Henan. Conform Catalogue of Life specia Pegomya basichaeta nu are subspecii cunoscute.